# Capalonga
Capalonga is een gemeente in de Filipijnse provincie Camarines Norte op het eiland Luzon. Bij de laatste census in 2007 had de gemeente bijna 30 duizend inwoners.

## Geografie

### Bestuurlijke indeling
Capalonga is onderverdeeld in de volgende 22 barangays:
| - Alayao - Binawangan - Calabaca - Camagsaan - Catabaguangan - Catioan - Del Pilar - Itok - Lucbanan - Mabini - Mactang | - Mataque - Old Camp - Poblacion - Magsaysay - San Antonio - San Isidro - San Roque - Tanawan - Ubang - Villa Aurora - Villa Belen |

## Demografie
Capalonga had bij de census van 2007 een inwoneraantal van 29.683 mensen. Dit zijn 3.106 mensen (11,7%) meer dan bij de vorige census van 2000. De gemiddelde jaarlijkse groei komt daarmee uit op 1,54%, hetgeen lager is dan het landelijk jaarlijks gemiddelde over deze periode (2,04%). Vergeleken met de census van 1995 is het aantal mensen met 4.347 (17,2%) toegenomen.

De bevolkingsdichtheid van Capalonga was ten tijde van de laatste census, met 29.683 inwoners op 290 km², 102,4 mensen per km².